# 東足利駅
東足利駅（ひがしあしかがえき）は、栃木県足利市山川町にあった日本国有鉄道両毛線の駅。名称は毛野村が編入されこの地域が足利市東部となったことに由来する。

## 歴史
- 1951年（昭和26年）9月1日：開業[2]。
- 1968年（昭和43年）10月1日：休止[1]。
- 1987年（昭和62年）4月1日：廃止[1]。

## 駅構造
単式ホーム1面1線の地上駅。現在の神社前踏切東側にあった。
無人駅のホームは踏切東側、両毛線の軌道の南側に存在し、更地になった現在でもその名残がうかがえる。
東武バス足利営業所前のバス停を「東足利」と称したが東足利駅前ではなかった。東武バス東足利終点は、かつて八椚町105（現在のローソン足利八椚町店）にあった。
2018年（平成30年）4月1日に開業した「あしかがフラワーパーク駅」とは位置が異なり、足利駅寄りに存在していた。

## 駅周辺
- 白髭神社
- 白瀧神社
- 観音寺
- セレモニーホールやまがわ
- マルシェ足利店
- 日商リネンサプライ

## 隣の駅
日本国有鉄道
両毛線
足利駅 - 東足利駅 - 富田駅